# P-adische Zahl
Für jede Primzahl {\displaystyle p} bilden die p-adischen Zahlen einen Erweiterungskörper {\displaystyle \mathbb {Q} _{p}} des Körpers {\displaystyle \mathbb {Q} } der rationalen Zahlen; sie wurden 1897 erstmals von Kurt Hensel beschrieben. Diese Körper werden benutzt, um Probleme in der Zahlentheorie zu lösen, oftmals unter Verwendung des Lokal-Global-Prinzips von Helmut Hasse, das – vereinfacht gesprochen – aussagt, dass eine Gleichung genau dann über den rationalen Zahlen gelöst werden kann, wenn sie über den reellen Zahlen {\displaystyle \mathbb {R} } und über allen {\displaystyle \mathbb {Q} _{p}} gelöst werden kann (was aber nicht so allgemein zutrifft, für die genaue Bedeutung siehe dort). Als metrischer Raum ist {\displaystyle \mathbb {Q} _{p}} vollständig und erlaubt so die Entwicklung einer {\displaystyle p}-adischen Analysis analog zur reellen Analysis.

## Motivation
Ist {\displaystyle p} eine fest gewählte Primzahl, dann kann jede ganze Zahl in einer {\displaystyle p}-adischen Entwicklung der Form
{\displaystyle \pm \sum _{i=0}^{n}a_{i}\cdot p^{i}}
geschrieben werden (man sagt, die Zahl wird zur Basis {\displaystyle p} notiert, siehe auch Stellenwertsystem), wobei die {\displaystyle p}-Ziffern {\displaystyle a_{i}} aus {\displaystyle \{0,1,\dotsc ,p-1\}} sind. So ist etwa die 2-adische Entwicklung gerade die Binärdarstellung; zum Beispiel schreibt man:
{\displaystyle 35=1\cdot 2^{5}+0\cdot 2^{4}+0\cdot 2^{3}+0\cdot 2^{2}+1\cdot 2^{1}+1\cdot 2^{0}=100011_{2}}
Die bekannte Verallgemeinerung dieser Beschreibung auf größere Zahlmengen (rationale und reelle) ist die Verallgemeinerung auf unendliche Summen am unteren Ende, d. h. in der folgenden Form:
| {\displaystyle \pm \sum _{i=-\infty }^{n}a_{i}\cdot p^{i}} | (0) |

Diese Reihen sind konvergent bezüglich des gewöhnlichen Absolutbetrags. Zum Beispiel ist {\displaystyle 0{,}{\overline {13}}_{5}=0{,}_{5}\!{\overline {13}}=0{,}131313\dots _{5}} die 5-adische Darstellung von {\displaystyle {\tfrac {1}{3}}} zur Basis {\displaystyle 5}. In diesem System sind die ganzen Zahlen genau diejenigen, für die {\displaystyle a_{i}=0} für alle {\displaystyle i<0} gilt.
Man kann aber auch einen Konvergenzbegriff definieren, bei dem die Summen am anderen Ende ins Unendliche verlängert werden, und so Reihen der Form
| {\displaystyle \sum _{i=k}^{\infty }a_{i}\cdot p^{i}} | (1) |

erzeugen, wobei {\displaystyle k} eine beliebige ganze Zahl ist. Auf diese Weise erhalten wir den Körper {\displaystyle \mathbb {Q} _{p}} der {\displaystyle p}-adischen Zahlen (in Gegenüberstellung zu den (reellen) Zahlen, die in einem (gewöhnlichen) {\displaystyle b}-adischen Stellenwertsystem dargestellt sind). Diejenigen {\displaystyle p}-adischen Zahlen, für die {\displaystyle a_{i}=0} für alle {\displaystyle i<0} gilt, heißen ganze {\displaystyle p}-adische Zahlen. Analog zur gewöhnlichen {\displaystyle p}-adischen Entwicklung kann man diese Reihen als (nach links unendlich fortgesetzte) Ziffernfolge schreiben:
{\displaystyle \dotsb +3\cdot 5^{3}+3\cdot 5^{1}+3\cdot 5^{-1}=\dotso 3030_{5}{,}3={\overline {30}}_{5},\!3={\overline {0_{5},\!3}}=-{\frac {1}{40_{\mathrm {dec} }}}.}
Bemerkungen
1. Die Konvention, die Auslassungspünktchen auf die linke Seite zu setzen, spiegelt zwar die Leserichtung, hat aber den Vorteil, dass endliche Symbolfolgen, die ja in beiden Fällen dieselbe Bedeutung haben, sich in der Notation nicht unterscheiden.
2. Die endlichen Symbolfolgen bilden einen Ring, und zwar den Unterring {\displaystyle \mathbb {Z} _{\{p\}}\;:=\;\mathbb {Z} p^{\mathbb {Z} }} von {\displaystyle \mathbb {Q} .} (Dazu muss {\displaystyle p} nicht Primzahl sein, es genügt, dass {\displaystyle p\in \mathbb {Z} \setminus \{-1,0,1\}} ist.)
{\displaystyle \mathbb {Z} _{\{p\}}} liegt (wie {\displaystyle \mathbb {Q} } selbst) dicht sowohl in {\displaystyle \mathbb {Q} } wie in {\displaystyle \mathbb {R} }, d. h. eine jede reelle Zahl lässt sich beliebig genau durch Zahlen aus {\displaystyle \mathbb {Z} _{\{p\}}} approximieren.
3. Wird von {\displaystyle p}-adischen Zahlen oder von einer {\displaystyle p}-adischen Entwicklung gesprochen, so ist sehr häufig eine Entwicklung (1) gemeint.[2] Gelegentlich wird dies auch dadurch ausgedrückt, dass die Basis als Suffix (kleines Subskript) links vom Komma eingefügt wird (so in diesem Artikel);[1] mit derselben Bedeutung bei fehlendem Komma das Suffix am rechten Ende der Darstellung.
Wird dagegen von einer {\displaystyle b}-adischen Entwicklung gesprochen, ist allermeist (so auch in diesem Artikel) eine Entwicklung (0) nach dem (gewöhnlichen) Stellenwertsystem gemeint. Häufig wird die Basis direkt benannt, so bei {\displaystyle b=10} als dek-adisch, bei {\displaystyle b=3} als tri-adisch, bei {\displaystyle b=2} als dy-adisch. Dies wird gelegentlich auch dadurch ausgedrückt, dass die Basis {\displaystyle b} als Suffix (Index) irgendwo rechts vom Komma angegeben wird.

Die gewöhnliche {\displaystyle b}-adische Entwicklung besteht also aus Summen, die sich nach rechts hin fortsetzen mit immer kleineren Potenzen (mit negativen Exponenten) von {\displaystyle b}, und die {\displaystyle p}-adischen Zahlen haben Entwicklungen, die sich nach links hin fortsetzen mit immer größeren {\displaystyle p}-Potenzen (mit positiven Exponenten).
Mit diesen formalen Laurent-Reihen in {\displaystyle p} kann man rechnen wie mit den gewöhnlichen {\displaystyle p}-adischen Entwicklungen reeller Zahlen: Addition von rechts nach links mit Übertrag, Multiplikation nach Schulmethode. Beachten muss man nur, dass sich Überträge ins Unendliche fortsetzen können, beispielsweise ergibt die Addition von {\displaystyle {\overline {4}}_{5}=\dotso 44444_{5}} und {\displaystyle 1_{5}} die Zahl {\displaystyle 0_{5}}. Ein Vorzeichen wird nicht gebraucht, da auch alle additiv Inversen – negative Zahlen gibt es nicht – eine {\displaystyle p}-adische Darstellung (1) haben.
Des Weiteren lässt sich die Subtraktion nach Schulmethode von rechts nach links durchführen, unter Umständen mit einem unendlich oft auftretenden Rückübertrag (man versuche es bei {\displaystyle 0_{5}-1_{5}=\dots 444_{5}={\overline {4}}_{5}}).
Die Division dagegen wird im Gegensatz zur Schulmethode auch von rechts nach links durchgeführt, dadurch wird das Ergebnis nach links fortgesetzt, falls die Division nicht aufgeht.
Es bleibt die Frage, ob diese Reihen überhaupt sinnvoll sind, d. h. ob sie in irgendeinem Sinne konvergieren. Zwei Lösungen dafür werden nun vorgestellt.

## Konstruktion

### Analytische Konstruktion
Die reellen Zahlen können als Vervollständigung der rationalen Zahlen konstruiert werden, wobei sie als Äquivalenzklassen rationaler Cauchy-Folgen aufgefasst werden. Das erlaubt uns zum Beispiel, die Zahl {\displaystyle 1} als {\displaystyle 1{,}00\dotso } oder als {\displaystyle 0{,}99\dotso } zu schreiben, da {\displaystyle 0{,}{\overline {9}}=1} in {\displaystyle \mathbb {R} } gilt.
Jedoch hängt bereits die Definition einer Cauchy-Folge von der verwendeten Metrik ab, und für eine andere als die übliche euklidische (archimedische) Metrik, die vom Absolutbetrag erzeugt wird, ergeben sich andere Vervollständigungen anstelle der reellen Zahlen.

#### p-adischer Betrag
Für eine fest vorgegebene Primzahl {\displaystyle p} definiert man den p-adischen Betrag auf {\displaystyle \mathbb {Q} }: Jede rationale Zahl {\displaystyle x\neq 0} lässt sich in der Form {\displaystyle x=\pm {\tfrac {a}{b}}\;p^{n}} schreiben mit einer eindeutig bestimmten ganzen Zahl {\displaystyle n} und zwei natürlichen Zahlen {\displaystyle a} und {\displaystyle b}, die beide nicht durch {\displaystyle p} teilbar sind. Der {\displaystyle p}-adische Betrag wird dann definiert als
{\displaystyle |x|_{p}\,:=p^{-n}} und {\displaystyle |0|_{p}\,:=0}.
Dies ist ein nichtarchimedischer Betrag.
Zum Beispiel gilt für {\displaystyle x={\tfrac {63}{550}}=2^{-1}\cdot 3^{2}\cdot 5^{-2}\cdot 7\cdot 11^{-1}}:
{\displaystyle |x|_{2}=2,|x|_{3}={\tfrac {1}{9}},|x|_{5}=25,|x|_{7}={\tfrac {1}{7}},|x|_{11}=11}
{\displaystyle |x|_{p}=1} für jede andere Primzahl {\displaystyle p}
Im Sinne dieses Betrags {\displaystyle |x|_{p}} sind große Potenzen von {\displaystyle p} betragsmäßig klein. Damit wird auf den {\displaystyle p}-adischen Zahlen ein diskreter Bewertungsring definiert.

#### Exponentenbewertung
Es ist häufig zweckmäßig (und in der Literatur üblich), für nichtarchimedische Bewertungen eine andere Bezeichnungsweise einzuführen. Anstelle des Betragswertes {\displaystyle |x|_{p}} wählt man den Exponenten {\displaystyle w(x):=-\log |x|_{p}}. Die Definitionsrelationen der Bewertung lauten in den Exponenten so:
1. {\displaystyle w(x)\in \mathbb {R} } für {\displaystyle x\in \mathbb {Q} ^{\times }}.
2. {\displaystyle w(0)=\infty }.[4]
3. {\displaystyle w(x\cdot y)=w(x)+w(y)}.
4. {\displaystyle w(x+y)\geq \min(w(x),w(y))} .

Man spricht von einer Exponentenbewertung, manchmal auch p-Bewertung, und von einem exponentiell bewerteten Ring oder Körper. Der Übergang zu den Exponenten wird durch den Umstand ermöglicht, dass wegen der verschärften Dreiecksungleichung eine Addition der Werte {\displaystyle |x|_{p}} nicht ausgeführt zu werden braucht. Die Logarithmenbildung kehrt die Anordnung um und verwandelt die Multiplikation in eine Addition.
Häufig normiert man so, dass {\displaystyle w(p)=1} ist für das Primelement {\displaystyle p}.

#### p-adische Metrik
Die p-adische Metrik {\displaystyle d_{p}} auf {\displaystyle \mathbb {Q} } definiert man über den Betrag:
{\displaystyle d_{p}(x,y)=|x-y|_{p}}
Damit ist beispielsweise die Folge {\displaystyle (1,5,5^{2},5^{3},5^{4},\dotsc )} in {\displaystyle \mathbb {Q} } bezüglich der 5-adischen Metrik eine Nullfolge, wohingegen die Folge {\displaystyle (1,{\tfrac {1}{2}},{\tfrac {1}{4}},{\tfrac {1}{8}},\dotsc )} zwar beschränkt, aber keine Cauchy-Folge, ist, denn für jedes {\displaystyle n} gilt:
{\displaystyle d_{5}\left({\tfrac {1}{2^{n}}},{\tfrac {1}{2^{n+1}}}\right)=\left|{\tfrac {1}{2^{n+1}}}\right|_{5}=1}
Die Vervollständigung des metrischen Raums {\displaystyle (\mathbb {Q} ,d_{p})} ist der metrische Raum {\displaystyle \mathbb {Q} _{p}} der {\displaystyle p}-adischen Zahlen. Er besteht aus Äquivalenzklassen von Cauchy-Folgen, wobei zwei Cauchy-Folgen äquivalent seien, wenn die Folge ihrer punktweisen {\displaystyle p}-adischen Abstände eine Nullfolge ist. Auf diese Weise erhält man einen vollständigen metrischen Raum, der außerdem (durch die wohldefinierten komponentenweisen Verknüpfungen der Cauchy-Folgen-Äquivalenzklassen) ein Körper ist, in dem {\displaystyle \mathbb {Q} } enthalten ist.
Da die so definierte Metrik eine Ultrametrik ist, konvergieren Reihen bereits dann, wenn die Summanden eine Nullfolge bilden. In diesem Körper sind also die oben erwähnten Reihen der Form
{\displaystyle \sum _{i=k}^{\infty }a_{i}\cdot p^{i}}
sofort als konvergent zu erkennen, falls {\displaystyle k} eine ganze Zahl ist und die {\displaystyle a_{i}} in {\displaystyle \{0,1,\dotsc ,p-1\}} liegen. Man kann zeigen, dass sich jedes Element von {\displaystyle \mathbb {Q} _{p}^{*}} als Grenzwert genau einer solchen Reihe (mit {\displaystyle a_{k}\neq 0}) darstellen lässt.

### Algebraische Konstruktion
Hier wird zuerst der Ring {\displaystyle \mathbb {Z} _{p}} der ganzen {\displaystyle p}-adischen Zahlen definiert, und danach dessen Quotientenkörper {\displaystyle \mathbb {Q} _{p}}.
Wir definieren {\displaystyle \mathbb {Z} _{p}} als projektiven Limes
{\displaystyle \mathbb {Z} _{p}=\varprojlim _{n\in \mathbb {N} }\mathbb {Z} /p^{n}\mathbb {Z} }
der Restklassenringe {\displaystyle \mathbb {Z} /p^{n}\mathbb {Z} }: Eine ganze {\displaystyle p}-adische Zahl ist eine Folge {\displaystyle \textstyle \left(b_{n}+p^{n}\mathbb {Z} \right)_{n\in \mathbb {N} }} von Restklassen aus {\displaystyle \mathbb {Z} /p^{n}\mathbb {Z} }, die die Verträglichkeitsbedingung (des projektiven Limes)
{\displaystyle m\geq n\geq 1\;\Rightarrow \;b_{m}\equiv b_{n}{\bmod {p}}^{n}}
erfüllen. Für jede ganze Zahl {\displaystyle m\in \mathbb {Z} } ist die (stationäre) Folge {\displaystyle \textstyle \left(m+p^{n}\mathbb {Z} \right)_{n\in \mathbb {N} }} ein Element von {\displaystyle \mathbb {Z} _{p}}. Wird {\displaystyle \mathbb {Z} } auf diese Weise in {\displaystyle \mathbb {Z} _{p}} eingebettet, dann liegt {\displaystyle \mathbb {Z} } dicht in {\displaystyle \mathbb {Z} _{p}}.
Die komponentenweise definierte Addition und Multiplikation sind wohldefiniert, da Addition und Multiplikation ganzer Zahlen mit der Restklassenbildung vertauschbar sind.
Damit hat jede {\displaystyle p}-adische ganze Zahl {\displaystyle \textstyle \left(b_{n}+p^{n}\mathbb {Z} \right)_{n\in \mathbb {N} }} die additive Inverse {\displaystyle \left(-b_{n}+p^{n}\mathbb {Z} \right)_{n\in \mathbb {N} }}; und jede Zahl, deren erste Komponente {\displaystyle b_{1}+p\mathbb {Z} }   nicht   {\displaystyle 0+p\mathbb {Z} } ist, hat eine multiplikative Inverse, denn in dem Fall sind alle {\displaystyle b_{n}} zu {\displaystyle p^{n}} teilerfremd, haben also ein Inverses {\displaystyle c_{n}} modulo {\displaystyle p^{n}}, und die Folge {\displaystyle \textstyle \left(c_{n}+p^{n}\mathbb {Z} \right)_{n\in \mathbb {N} }} (welche außerdem die Verträglichkeitsbedingung des projektiven Limes erfüllt) ist dann die Inverse zu {\displaystyle \textstyle \left(b_{n}+p^{n}\mathbb {Z} \right)_{n\in \mathbb {N} }}.
Jede {\displaystyle p}-adische Zahl kann auch als Reihe der oben beschriebenen Form (1) dargestellt werden, dann werden die Komponenten der Folge {\displaystyle \textstyle \left(b_{n}+p^{n}\mathbb {Z} \right)_{n\in \mathbb {N} }} mithilfe der Partialsummen
{\displaystyle b_{n}:=\sum _{0\leq i<n}a_{i}\cdot p^{i}}
gebildet. Zum Beispiel kann man die {\displaystyle 3}-adische Folge {\displaystyle (2,8,8,35,35,35,\dotsc )} auch als
{\displaystyle 2+2\cdot 3+0\cdot 3^{2}+1\cdot 3^{3}+0\cdot 3^{4}+0\cdot 3^{5}+\dotsb =\dotso 001022_{3}={\overline {0}}1022_{3}}
schreiben oder in der verkürzten Schreibweise als {\displaystyle 1022_{3}}.
Der Ring {\displaystyle \mathbb {Z} _{p}} der ganzen {\displaystyle p}-adischen Zahlen ist nullteilerfrei, deshalb können wir den Quotientenkörper bilden und erhalten {\displaystyle \mathbb {Q} _{p},} den Körper der {\displaystyle p}-adischen Zahlen. Jedes von {\displaystyle 0} verschiedene Element dieses Körpers kann man in der Form {\displaystyle up^{n}} darstellen, wobei {\displaystyle n} eine ganze Zahl und {\displaystyle u} eine Einheit in {\displaystyle \mathbb {Z} _{p}} ist. Diese Darstellung ist (ein)eindeutig.
Ferner gilt {\displaystyle \mathbb {Q} _{p}=\mathbb {Z} _{p}\cdot \left\{p^{-n}\mid n\in \mathbb {N} \right\}=\mathbb {Z} _{p}\cdot p^{-\mathbb {N} }=\mathbb {Z} _{p}\cdot \mathbb {Q} =\mathbb {Z} _{p}+\mathbb {Q} .}

#### Einheiten
Die Menge der Einheiten wird häufig mit
{\displaystyle U_{p}:=\{u\in \mathbb {Z} _{p}\mid \,|u|_{p}=1\}\quad =\quad \mathbb {Z} _{p}\,\setminus \;p\mathbb {Z} _{p}}
bezeichnet und die Menge der Einseinheiten mit
{\displaystyle U_{p,1}:=\{u\in \mathbb {Z} _{p}\mid u\equiv 1{\text{ mod }}p\}=1+p\mathbb {Z} _{p}.}
Beides sind multiplikative Gruppen und es gilt
{\displaystyle U_{p}\cong \mathbb {F} _{\!p}^{\,*}\times U_{p,1}}
mit {\displaystyle \mathbb {F} _{\!p}} als dem Zeichen für den endlichen Körper mit {\displaystyle p} Elementen (Restklassenkörper) und {\displaystyle \times } als dem Zeichen für das direkte Produkt.

## Algorithmus für rationale Zahlen
Wie in einem Stellenwertsystem haben die rationalen Zahlen periodische {\displaystyle p}-adische Darstellungen und umgekehrt sind die Werte periodischer Darstellungen rationale Zahlen.
Der Algorithmus zur Berechnung der Ziffern einer rationalen Zahl in einem {\displaystyle p}-adischen System (1) ist sehr ähnlich dem entsprechenden Algorithmus in einem Stellenwertsystem (s. Stellenwertsystem#Algorithmus für rationale Zahlen).
Dazu sei {\displaystyle u\in \mathbb {N} _{>0}} der Zähler und {\displaystyle v\in \mathbb {N} _{>0}} mit {\displaystyle p\nmid v>u} der Nenner der rationalen Zahl.
```
function
 
p_adic
(
p
,
u
,
v
)
 
// 0 < u < v; p prim und nicht Teiler von v

  
local
 
occurs
;

begin

  
Ziffernvorrat
 
=
 
"0123..."
;
 
// bis zum Zeichen mit dem Wert p-1

  
s
 
=
 
""
;
  
// die zu bildende Zeichenkette

  
pos
 
=
 
0
;
 
// hier sind alle Stellen links vom Komma

  
while
 
not
 
defined
(
occurs
[
u
])
 
do

    
occurs
[
u
]
 
=
 
pos
;
  
// die Nummer der Stelle mit dem Rest u

    
q
 
=
 
p
*
u
;

    
z
 
=
 
floor
(
q
/
v
)
;
 
// Index z der Ziffer im Vorrat: 0 ≤ z ≤ p-1

    
u
 
=
 
q
 
–
 
z
*
v
;
    
// u ganzzahlig: 0 ≤ u < v

    
if
 
u
 
=
 
0
 
then
 
l
 
=
 
0
;
 
return
 
(
s
)
;
 
end
 
if

    
s
 
=
 
s
.
substring
(
Ziffernvorrat
,
 
z
,
 
1
)
;

          
// Ziffer aus dem Ziffernvorrat dranhängen.

          
// substring(s, 0, 1) ist die erste Ziffer nach dem Komma

    
pos
 
+=
 
1
;

  
end
 
while

  
l
 
=
 
pos
 
-
 
occurs
[
u
]
;
 
// die Periodenlänge (0 < l < v)

  
// Markiere die Ziffern der Periode mit einem Überstrich:

  
for
 
i
 
from
 
occurs
[
u
]
 
to
 
pos
-
1
 
do

    
substring
(
s
,
 
i
,
 
1
)
 
=
 
overline
(
substring
(
s
,
 
i
,
 
1
))
;

  
end
 
for

  
return
 
(
s
)
;

end_proc

```

Die erste gelb hervorgehobene Zeile berechnet eine einzelne Ziffer.
Die darauf folgende Zeile berechnet den neuen Rest {\displaystyle u'} der Division modulo des Nenners {\displaystyle v}.
Die Gaußklammer floor bewirkt, dass
{\displaystyle pu/v-1\;\;<\;\;z=\lfloor pu/v\rfloor \;\;\leq \;\;pu/v.}
Daraus folgt {\displaystyle pu-v<zv\;\implies \;u':=pu-zv<v} und {\displaystyle zv\leq pu\;\implies \;0\leq pu-zv=:u',} zusammengenommen {\displaystyle 0\leq u'<v.}
Da somit alle Reste {\displaystyle u} ganzzahlig nicht-negativ und kleiner als {\displaystyle v} sind, es also nur {\displaystyle v} viele verschiedene von ihnen gibt, müssen sie sich in der while-Schleife wiederholen.
Die Wiederkehr eines Restes {\displaystyle u} wird über die Existenz des assoziativen Datenfeldes occurs[u] festgestellt.
Die Periode der Ziffern hat dieselbe Länge wie die Periode der Reste. Die Periodenlänge ist die Ordnung von {\displaystyle p} in der Gruppe {\displaystyle (\mathbb {Z} /v\mathbb {Z} )^{\times }}.
Wenn {\displaystyle 0<u/v<1} ist, dann ist wegen {\displaystyle -1=\sum _{i=0}^{\infty }(p-1)\cdot p^{i}={\overline {p-1}}_{p}}
{\displaystyle -{\frac {s}{p^{l}-1}}=u/v<1,}
und es gibt in diesem Fall keine Vorperiode. Um das Minuszeichen zu vermeiden sind die Ziffern zu invertieren, was auch schon in der dritten gelb unterlegten Zeile
```
    
s
 
=
 
s
.
substring
(
Ziffernvorrat
,
 
p
-
1
 
-
 
z
,
 
1
)
;

```

geschehen kann.

## Eigenschaften
- Die Menge {\displaystyle \mathbb {Z} _{p}} der ganzen {\displaystyle p}-adischen Zahlen (und damit die Menge {\displaystyle \mathbb {Q} _{p}} der {\displaystyle p}-adischen Zahlen) ist überabzählbar. Das bedeutet, dass es nicht-rationale und nicht-algebraische, also transzendente Zahlen in {\displaystyle \mathbb {Z} _{p}} gibt.
- Die einzigen rationalen Zahlen {\displaystyle \in \mathbb {Q} }, die ganze {\displaystyle p}-adische Zahlen {\displaystyle \in \mathbb {Z} _{p}} für jede Primzahl {\displaystyle p} sind, sind die ganzen Zahlen {\displaystyle \in \mathbb {Z} }.
- {\displaystyle \mathbb {Q} _{p}} ist ein vollständiger Körper.
- Der Körper der {\displaystyle p}-adischen Zahlen {\displaystyle \mathbb {Q} _{p}} enthält {\displaystyle \mathbb {Q} } und hat deshalb Charakteristik {\displaystyle 0}, kann aber nicht angeordnet werden.
- Der topologische Raum {\displaystyle \mathbb {Z} _{p}} der ganzen {\displaystyle p}-adischen Zahlen ist ein total unzusammenhängender kompakter Raum, der Raum aller {\displaystyle p}-adischen Zahlen ist lokalkompakt und total unzusammenhängend. Als metrische Räume sind beide vollständig.
- Die Primelemente von {\displaystyle \mathbb {Z} _{p}} sind genau die zur Zahl {\displaystyle p} assoziierten Elemente. Dies sind auch genau die Elemente, deren Betrag gleich {\displaystyle |p|=1/p} ist; dieser Betrag ist der größte in {\displaystyle \mathbb {Q} _{p}} vorkommende Betrag, der kleiner als {\displaystyle 1} ist. Die Primelemente von endlichen Erweiterungen von {\displaystyle \mathbb {Q} _{p}} sind Teiler von {\displaystyle p}.
- {\displaystyle \mathbb {Z} _{p}} ist ein lokaler Ring, genauer ein diskreter Bewertungsring. Sein maximales Ideal {\displaystyle {\mathfrak {m}}=p\mathbb {Z} _{p}} wird von {\displaystyle p} (oder einem beliebigen anderen Primelement) erzeugt.
- Der Restklassenkörper von {\displaystyle \mathbb {Z} _{p}} ist {\displaystyle \mathbb {Z} _{p}/{\mathfrak {m}}=\mathbb {Z} /p\mathbb {Z} =\mathbb {F} _{p},} der endliche Körper mit {\displaystyle p} Elementen.
- {\displaystyle \mathbb {Q} _{p}} (und {\displaystyle \mathbb {Z} _{p}}) enthält die {\displaystyle (p-1)}-ten Einheitswurzeln (s. henselsches Lemma). Für {\displaystyle p>2} sind das alle Einheitswurzeln; ihre Gruppe ist isomorph zu {\displaystyle \mathbb {F} _{p}^{*}.} Für {\displaystyle p=2} kommt noch die Einheitswurzel {\displaystyle -1\in \mathbb {Z} _{2}} hinzu.
- Ist {\displaystyle \zeta } eine primitive {\displaystyle (p-1)}-te Einheitswurzel in {\displaystyle \mathbb {Z} _{p},} dann ist {\displaystyle F:=\{\zeta ^{\nu }\mid \nu \in \mathbb {Z} \wedge 0\leq \nu <p-1\}\cup \{0\}} ein Monoid und für {\displaystyle p>2} als Ziffernsystem eine Alternative zu dem in (1) verwendeten System {\displaystyle \{a\in \mathbb {Z} \mid 0\leq a<p\}.} Zu jedem {\displaystyle x\in \mathbb {Q} _{p}^{*}} gibt es {\displaystyle k\in \mathbb {Z} } und {\displaystyle \epsilon _{i}\in F} mit {\displaystyle \epsilon _{k}\neq 0} und
{\displaystyle x=\sum _{i=k}^{\infty }\epsilon _{i}\cdot p^{i}}.

Alle Ergebnisse sind eindeutig, {\displaystyle k} ist dasselbe wie in (1).
{\displaystyle F} wird das System der Teichmüller-Repräsentanten genannt.
- Die reellen Zahlen haben nur eine einzige echte algebraische Erweiterung, den Körper der komplexen Zahlen, der bereits durch Adjunktion einer Quadratwurzel ({\displaystyle {\sqrt {-1}}}) entsteht und algebraisch abgeschlossen ist. Im Gegensatz dazu hat der algebraische Abschluss von {\displaystyle \mathbb {Q} _{p}} einen unendlichen Erweiterungsgrad. {\displaystyle \mathbb {Q} _{p}} hat also unendlich viele inäquivalente algebraische Erweiterungen.
- Die Metrik auf {\displaystyle \mathbb {Q} _{p}} lässt sich zu einer Metrik auf dem algebraischen Abschluss fortsetzen, allerdings ist diese dann nicht mehr vollständig. Die Vervollständigung des algebraischen Abschlusses bezüglich dieser Metrik führt zum Körper {\displaystyle \mathbb {C} _{p},} der bezüglich seiner Analysis etwa den komplexen Zahlen entspricht. Der Körper {\displaystyle \mathbb {C} _{p}} ist nun sowohl algebraisch abgeschlossen als auch vollständig. Er ist sogar algebraisch mit Hilfe des Auswahlaxioms isomorph zu den komplexen Zahlen. Dieser Isomorphismus respektiert natürlich nicht die Metrik.

## Unterschiede zu den archimedischen Systemen
Abgesehen von der anderen Konvergenz der {\displaystyle p}-adischen Metrik gegenüber der unter „Stellenwertsystem“ beschriebenen archimedischen Metrik gibt es weitere (daraus folgende) Unterschiede:
- Basen
  1. Die Basen der {\displaystyle p}-adischen Darstellung (1) sind allermeist Primzahlen oder wenigstens Primelemente. Bei zusammengesetzten ganzen Zahlen als Basen gibt es Nullteiler.[8] Um nicht die Assoziation eines Körpers zu wecken, wird die Schreibweise {\displaystyle \mathbb {Q} _{10}} vermieden und stattdessen {\displaystyle \mathbb {Q} _{2}\!\!\times \!\mathbb {Q} _{5}} verwendet. Gleichwohl ist {\displaystyle \mathbb {Z} _{10}=\mathbb {Z} _{2}\!\!\times \!\mathbb {Z} _{5}} ein Ring, wenn auch nicht ein Integritätsbereich.
Sind {\displaystyle p\neq q} zwei verschiedene Primzahlen, dann ist {\displaystyle \mathbb {Q} _{p}\neq \mathbb {Q} _{q}}, obwohl {\displaystyle \mathbb {Q} \subset \mathbb {Q} _{p}\cap \mathbb {Q} _{q}}.[9]
  2. Dagegen kann bei den reellen Zahlen jede ganze Zahl {\displaystyle b\in \mathbb {Z} \setminus \{-1,0,1\}} die Rolle der Basis spielen, und es gibt Algorithmen zur Umwandlung der Darstellung einer reellen Zahl von einer Basis in die jeder anderen zulässigen Basis.

- Eindeutigkeit
  1. Die (kanonische) {\displaystyle p}-adische Darstellung einer Zahl in {\displaystyle \mathbb {Q} _{p}} als unendliche Summe (1) ist eineindeutig.
  2. Dagegen gibt es zu jeder Basis eines Stellenwertsystems der reellen Zahlen Brüche, für die es zwei Darstellungen als unendliche Summe gibt, wie beim dezimalen
       {\displaystyle 1=0{,}999\dotso =0{,}{\overline {9}}}
 oder beim balanciert ternären
       {\displaystyle {\tfrac {1}{2}}=0{,}111\dotso _{\mathrm {bal} 3}=0{,}{\overline {1}}_{\mathrm {bal} 3}=1{,}\mathrm {TTT} \dotso _{\mathrm {bal} 3}=1{,}{\overline {\mathrm {T} }}_{\mathrm {bal} 3}}.[10]
- Die Darstellung von {\displaystyle -1} im kanonischen Format (1) ist
       {\displaystyle -1=\sum _{i=0}^{\infty }(p-1)\cdot p^{i}={\overline {p-1}}_{p}}.
- Da für alle Primzahlen {\displaystyle p} die Zahl {\displaystyle -1} in {\displaystyle \mathbb {Q} _{p}} als Summe von Quadraten dargestellt werden kann, kann {\displaystyle \mathbb {Q} _{p}} nicht angeordnet werden.
Demzufolge gibt es auch keine „negativen“ {\displaystyle p}-adischen Zahlen, und ein Vorzeichen zur Kennzeichnung negativer Zahlkonstanten wie bei den reellen Zahlen wird nicht benötigt.

| {\displaystyle p}       | Radikand | Quadratwurzel {\displaystyle p}-adisch                           | Quadratsumme                                                           |
| ----------------------- | -------- | ---------------------------------------------------------------- | ---------------------------------------------------------------------- |
| 2                       | −7       | {\displaystyle {\sqrt {-7}}=1+1\cdot 2^{2}+1\cdot 2^{4}+\dotsm } | {\displaystyle 1^{2}+1^{2}+} {\displaystyle 2^{2}+{\sqrt {-7}}^{2}=-1} |
| 3                       | −2       | {\displaystyle {\sqrt {-2}}=1+1\cdot 3+2\cdot 3^{2}+\dotsm }     | {\displaystyle 1^{2}+{\sqrt {-2}}^{2}=-1}                              |
| 5                       | −1       | {\displaystyle {\sqrt {-1}}=2+1\cdot 5+2\cdot 5^{2}+\dotsm }     | {\displaystyle {\sqrt {-1}}^{2}=-1}                                    |
| 7                       | −5       | {\displaystyle {\sqrt {-5}}=3+2\cdot 7+6\cdot 7^{2}+\dotsm }     | {\displaystyle 2^{2}+{\sqrt {-5}}^{2}=-1}                              |
| 11                      | −2       | {\displaystyle {\sqrt {-2}}=3+9\cdot 11+\dotsm }                 | {\displaystyle 1^{2}+{\sqrt {-2}}^{2}=-1}                              |
| 13                      | −1       | {\displaystyle {\sqrt {-1}}=5+5\cdot 13+\dotsm }                 | {\displaystyle {\sqrt {-1}}^{2}=-1}                                    |
| 17                      | −1       | {\displaystyle {\sqrt {-1}}=4+2\cdot 17+\dotsm }                 | {\displaystyle {\sqrt {-1}}^{2}=-1}                                    |
| 19                      | −2       | {\displaystyle {\sqrt {-2}}=6+3\cdot 19+\dotsm }                 | {\displaystyle 1^{2}+{\sqrt {-2}}^{2}=-1}                              |
| 23                      | −5       | {\displaystyle {\sqrt {-5}}=8+7\cdot 23+\dotsm }                 | {\displaystyle 2^{2}+{\sqrt {-5}}^{2}=-1}                              |
| 29                      | −1       | {\displaystyle {\sqrt {-1}}=12+1\cdot 29+\dotsm }                | {\displaystyle {\sqrt {-1}}^{2}=-1}                                    |
| 31                      | −26      | {\displaystyle {\sqrt {-26}}=6+5\cdot 31+\dotsm }                | {\displaystyle 5^{2}+{\sqrt {-26}}^{2}=-1}                             |
| {\displaystyle \vdots } |          |                                                                  |                                                                        |
| 47                      | −5       | {\displaystyle {\sqrt {-5}}=18+22\cdot 47+\dotsm }               | {\displaystyle 2^{2}+{\sqrt {-5}}^{2}=-1}                              |
| 59                      | −2       | {\displaystyle {\sqrt {-2}}=23+37\cdot 59+\dotsm }               | {\displaystyle 1^{2}+{\sqrt {-2}}^{2}=-1}                              |
| 67                      | −2       | {\displaystyle {\sqrt {-2}}=20+30\cdot 67+\dotsm }               | {\displaystyle 1^{2}+{\sqrt {-2}}^{2}=-1}                              |
| 71                      | −65      | {\displaystyle {\sqrt {-65}}=19+26\cdot 71+\dotsm }              | {\displaystyle 8^{2}+{\sqrt {-65}}^{2}=-1}                             |

Bemerkungen:
1. Bei dieser Vorgehensweise müssen die Quadrate der Wurzeln {\displaystyle \in \mathbb {Q} _{<0}} sein. Dann können die Wurzeln selbst nicht {\displaystyle \in \mathbb {Q} } sein – und keine periodische {\displaystyle p}-adische Entwicklung haben.
2. Für {\displaystyle p\equiv 1{\bmod {4}}} ist {\displaystyle {\sqrt {-1}}\in \mathbb {Z} _{p}.}
3. Bei den Primzahlen {\displaystyle p\equiv -1{\bmod {4}}} kommt man mit 2 Summanden aus.

- Grundrechenarten
  1. Die Algorithmen z. B. für die Grundrechenarten (Addition, Subtraktion, Multiplikation und Division) laufen alle vom Endlichen (rechts) ins potentiell Unendliche (links). Überträge wirken in dieselbe (aufsteigende) Richtung zur linken Nachbarstelle.
Wird die Rechnung abgebrochen, kann man sofort die Größe des Fehlers angeben.
Der Divisionsalgorithmus ist etwas einfacher als im archimedischen Fall, denn die nächste Stelle des Quotienten lässt sich durch eine Multiplikation gewinnen.[11]
  2. Bei Addition, Subtraktion und Multiplikation in den reellen Stellenwertsystemen kann man bei abbrechenden Darstellungen ebenfalls bei den niedrigen Potenzen beginnen und zu höheren Potenzen fortschreitend die Überträge einarbeiten.
Will man jedoch (bspw. bei irrationalen Zahlen) im Endlichen (links bei den hohen Potenzen) beginnen und zu kleinen Potenzen (d. h. zu großer Genauigkeit) fortschreiten, dann wirken die Überträge in die Gegenrichtung und es ist eine Fehlerabschätzung für das Sicherstellen der Richtigkeit der auszuwerfenden Ziffer erforderlich.
- Bewertungsring
  1. Eine nichtarchimedische Metrik {\displaystyle d_{p}} definiert zu jedem {\displaystyle \varepsilon \in \mathbb {R} ^{+}} eine Äquivalenzrelation
       {\displaystyle x\sim y\quad :\Longleftrightarrow \quad d_{p}(x,y)\leq \varepsilon }.
Für {\displaystyle \varepsilon =1} und {\displaystyle y=0} erhält man so einen Bewertungsring, wie {\displaystyle \mathbb {Z} _{p}} einer ist, der für {\displaystyle x\neq 0} immer wenigstens eines, {\displaystyle x} oder {\displaystyle x^{-1}}, enthält, aber nicht den ganzen Körper darstellt.
  2. Bei den archimedischen Systemen gibt es nichts Vergleichbares.
- Topologie
  1. Topologisch sind die {\displaystyle \mathbb {Z} _{p}} kompakt und total unzusammenhängend, die {\displaystyle \mathbb {Q} _{p}} lokal kompakt und total unzusammenhängend.
  2. {\displaystyle \mathbb {R} } ist lokal kompakt und einfach zusammenhängend.

## p-adische Funktionentheorie
Die Potenzreihe
{\displaystyle \exp(x):=\sum _{n=0}^{\infty }{\frac {x^{n}}{n!}}}
der Exponentialfunktion hat ihre Koeffizienten in {\displaystyle \mathbb {Q} _{p}}. Sie konvergiert für alle {\displaystyle x\in \mathbb {Q} _{p}} mit {\displaystyle |x|_{p}<p^{\frac {-1}{p-1}}}. Dieser Konvergenzradius gilt für alle algebraischen Erweiterungen von {\displaystyle \mathbb {Q} _{p}} und deren Vervollständigungen, einschließlich {\displaystyle \mathbb {C} _{p}.}
Damit liegt {\displaystyle \exp(p)} in {\displaystyle \mathbb {Q} _{p}} für alle {\displaystyle p>2}; in {\displaystyle \mathbb {Q} _{2}} liegt {\displaystyle \exp(4)}. Es gibt algebraische Erweiterungen von {\displaystyle \mathbb {Q} _{p}}, in denen die {\displaystyle p}-te Wurzel von {\displaystyle \exp(p)} bzw. die vierte Wurzel von {\displaystyle \exp(4)} liegt; diese Wurzeln könnte man als {\displaystyle p}-adische Entsprechungen der Eulerschen Zahl auffassen. Diese Zahlen haben aber mit der reellen Eulerschen Zahl {\displaystyle e=\exp(1)=2{,}718\ldots } wenig zu tun.
Die Potenzreihe
{\displaystyle \log(1+y):=\sum _{n=1}^{\infty }{\frac {(-1)^{n-1}y^{n}}{n}}}
für den Logarithmus konvergiert für {\displaystyle |y|_{p}<1}.
In den Konvergenzgebieten gilt
{\displaystyle \log \circ \exp ={\text{id}}}
und
{\displaystyle \exp \circ \log ={\text{id}}}.
Dort gelten auch die aus der reellen und komplexen Analysis bekannten Funktionalgleichungen.
Funktionen von {\displaystyle \mathbb {R} } nach {\displaystyle \mathbb {R} } mit Ableitung {\displaystyle 0} sind konstant. Für Funktionen von {\displaystyle \mathbb {Q} _{p}} nach {\displaystyle \mathbb {Q} _{p}} gilt dieser Satz nicht; zum Beispiel hat die Funktion
{\displaystyle f\colon \mathbb {Q} _{p}\to \mathbb {Q} _{p},\;x\mapsto \left({\frac {1}{|x|_{p}}}\right)^{2}} für {\displaystyle x\neq 0}, {\displaystyle f(0)=0}
auf ganz {\displaystyle \mathbb {Q} _{p}} die Ableitung {\displaystyle 0}, ist aber nicht einmal lokal konstant in {\displaystyle 0}. Dabei ist die Ableitung analog zum reellen Fall über den Grenzwert der Differenzenquotienten definiert, und die Ableitung in {\displaystyle 0} ist
{\displaystyle \lim _{h\to 0}\left|{\frac {1}{h}}\left({\frac {1}{|h|_{p}}}\right)^{2}\right|_{p}=\lim _{h\to 0}|h|_{p}=0}.

## Approximationssatz
Sind {\displaystyle r_{\infty },r_{2},r_{3},r_{5},r_{7},\dotsc } Elemente von {\displaystyle \mathbb {Q} _{\infty }(:=\mathbb {R} ),\mathbb {Q} _{2},\mathbb {Q} _{3},\mathbb {Q} _{5},\mathbb {Q} _{7},\dotsc }, dann gibt es eine Folge {\displaystyle (x_{\nu })} in {\displaystyle \mathbb {Q} }, sodass für jedes {\displaystyle p} (einschließlich {\displaystyle \infty }) {\displaystyle r_{p}} der Grenzwert von {\displaystyle (x_{\nu })} in {\displaystyle \mathbb {Q} _{p}} unter {\displaystyle |\cdot |_{p}} ist. (Diese Aussage wird manchmal Näherungssatz oder Approximationssatz genannt.)